# Heliconius seraphini
Heliconius seraphini är en fjärilsart som beskrevs av Talbot 1932. Heliconius seraphini ingår i släktet Heliconius och familjen praktfjärilar. Inga underarter finns listade i Catalogue of Life.